# Велень (Брашов)
Велень, Велені (рум. Văleni) — село у повіті Брашов в Румунії. Входить до складу комуни Жиберт.
Село розташоване на відстані 191 км на північний захід від Бухареста, 60 км на північний захід від Брашова, 138 км на південний схід від Клуж-Напоки.

## Населення
За даними перепису населення 2002 року у селі проживали 199 осіб.
Національний склад населення села:
| Національність | Кількість осіб | Відсоток |
| -------------- | -------------- | -------- |
| румуни         | 172            | 86,4%    |
| угорці         | 26             | 13,1%    |

Рідною мовою назвали:
| Мова      | Кількість осіб | Відсоток |
| --------- | -------------- | -------- |
| румунська | 172            | 86,4%    |
| угорська  | 26             | 13,1%    |